# ГЕС Монте-Ліріо
ГЕС Монте-Ліріо — гідроелектростанція на заході Панами в провінції Чирикі. Знаходячись між ГЕС Пандо (вище по течії) та ГЕС Ель-Альто, входить до складу каскаду на річці Chiriqui Viejo, котра тече неподалік кордону з Коста-Рикою до впадіння у Тихий океан за три десятки кілометрів на захід від столиці названої провінції міста Давид.
У межах проекту Chiriqui Viejo перекрили гравітаційною греблею висотою 19,6 метра та довжиною 93 метри. Вона утримує невелике сховище з об'ємом 100 тис. м3, куди зокрема надходить відпрацьована ГЕС Пандо вода. Зі сховища під лівобережним гірським масивом прокладено підвідний дериваційний тунель довжиною 8,1 км, який переходить у напірний водовід довжиною 2,9 км зі спадаючим діаметром від 2,8 до 2,2 метра.
Наземний машинний зал обладнали трьома турбінами типу Пелтон загальною потужністю 51,6 МВт, які при напорі у 285 метрів повинні забезпечувати виробництво біля 280 млн кВт-год електроенергії на рік.
Відпрацьована вода повертається у Chiriqui Viejo.